# 岡山ビブレ

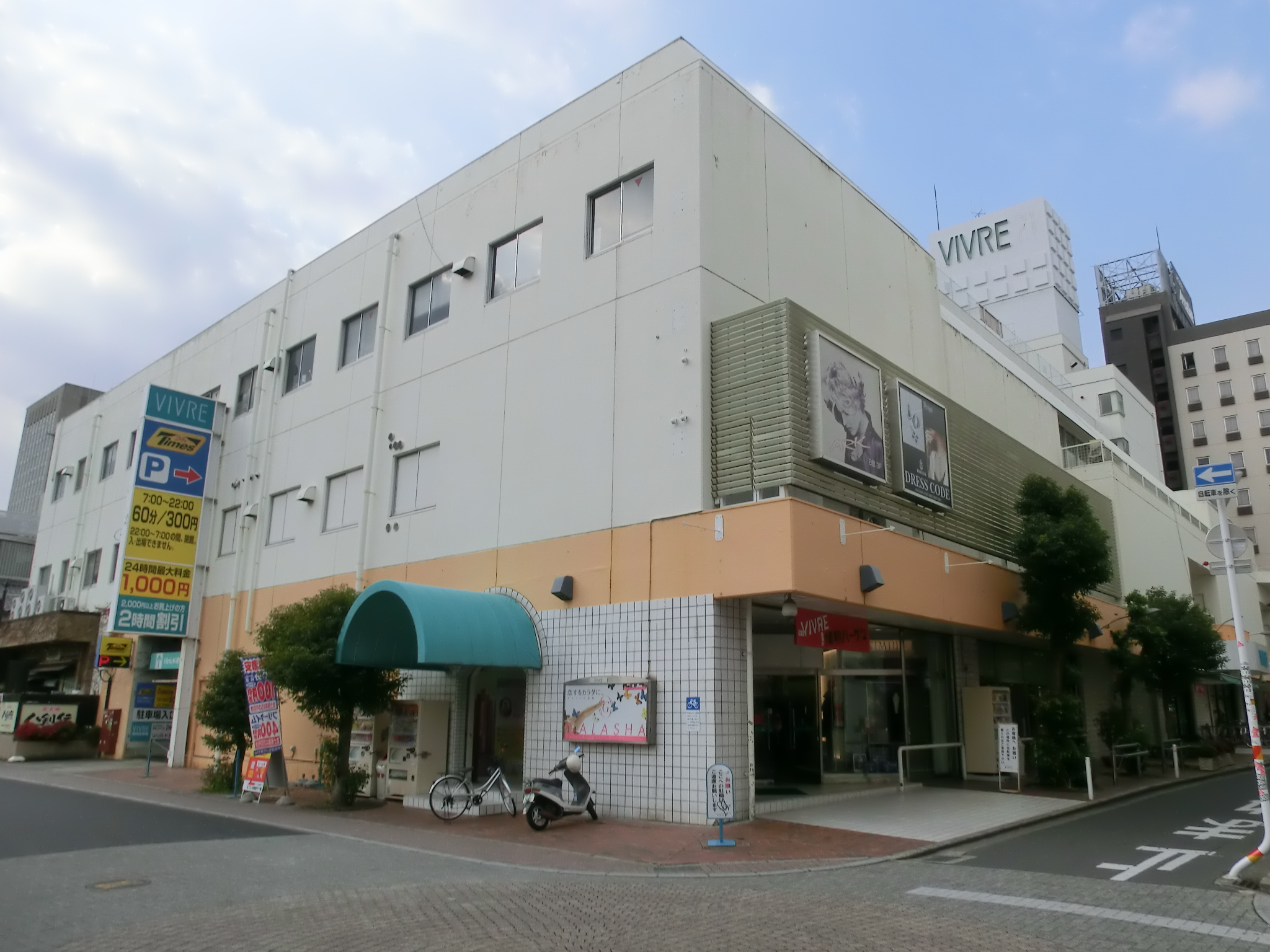
岡山ビブレ B館

岡山ビブレ（おかやまビブレ）は、岡山県岡山市北区にあり、かつてイオンリテール株式会社が運営していた商業施設。

## 概要
中国地方唯一のビブレ直営店として、イオンリテール（2011年3月1日付で株式会社マイカルから継承）により運営されているファッションビルであった。
スーパーマーケット・ニチイとファッションビル・ビブレの全国展開を目指していた株式会社ニチイ（マイカルの前身）が、1972年3月15日の山陽新幹線岡山開業に伴い商業集積が進んでいた岡山駅前地区に進出し、1979年5月1日にニチイ岡山店、同年6月1日にビブレ岡山店として開業した。1986年には施設名称を岡山ビブレとし、ニチイ岡山店をVIVRE21に業態転換した。
2002年には店舗老朽化等に伴う改装が行われ、同年10月にB館、11月にA館をリニューアルオープンさせ、岡山初出店となるテナント店が多数導入された。
閉館時には、書店とアウトドア用品店が核テナントのA館（旧ビブレ岡山店、地上4階・地下1階、13店）と、若者向け衣料品店や雑貨店が入るB館（旧ニチイ岡山店、地上5階・地下1階、24店）の2棟の建物から構成されていた。敷地面積は約8090平方メートル、売り場面積は計約1万6200平方メートル。
2014年秋に同じイオングループのイオンモール株式会社が開発・運営するイオンモール岡山が道路を挟んで向かい側に開業することが決定したため、「営業体制の抜本的な見直しが必要」として、2014年5月11日をもって閉館した。ピーク時の1997年度に約100億円あった売上高は、周辺の商業施設との競争激化により近年は半分程度に減少していた。閉館後は一時、イオンモール岡山のオープン当初に従業員専用駐輪場としてB館・1階フロアが使われた。
閉店から3年を経た2017年2月、ストライプインターナショナル・両備ホールディングス・源吉兆庵HDが共同で土地・建物を約55億円で購入した。建物は取り壊され、B館跡地には両備グループと源吉兆庵HDがそれぞれビルを建設する。その後、Ｂ館跡地に両備グループの和田コーポレーションが「ロイヤルガーデンタワー岡山幸町」を建設（2022年1月竣工）。A館跡地は、ストライプインターナショナルが2021年2月12日に、両備ホールディングスとイオンリテールへ売却した。両備ホールディングスは当面はA館跡地を駐車場として活用している。

## 主なテナント・ブランド
- 好日山荘（A館地下1階）
- ポーラ　ザ　ビューティ（A館1階）
- ミュゼプラチナム岡山ビブレ店（A館1階）
- TULLY'S COFFEE（A館1階）
- ジュンク堂書店岡山店（A館2・3階、2010年5月21日オープン[注 3]）
- ヴィレッジヴァンガード（A館2階）

## 交通アクセス
- 西日本旅客鉄道（JR西日本）岡山駅より市役所筋を南へ徒歩10分。